# Mother (jogo eletrônico)
Mother, conhecido oficialmente fora do Japão como EarthBound Beginnings, é um RPG eletrônico desenvolvido pela Ape e publicado pela Nintendo para o Family Computer. A primeira entrada da série Mother, foi lançado pela primeira vez no Japão em 27 de julho de 1989. É modelado na jogabilidade da série Dragon Quest, mas se passa no final do século XX nos Estados Unidos, ao contrário de seus contemporâneos do gênero de fantasia. Mother segue o jovem Ninten enquanto ele usa os estudos de seu bisavô sobre poderes psíquicos para lutar contra objetos hostis, anteriormente inanimados, e outros inimigos. O jogo usa encontros aleatórios para entrar em um sistema de batalha de perspectiva de primeira pessoa baseado em menu.
O escritor e diretor Shigesato Itoi apresentou o conceito de Mother para Shigeru Miyamoto enquanto visitava a sede da Nintendo para outros negócios. Embora Miyamoto tenha rejeitado a proposta no início, ele eventualmente deu a Itoi uma equipe de desenvolvimento. Uma versão norte-americana do jogo foi localizada para o inglês, mas foi abandonada como comercialmente inviável. Uma cópia desse protótipo foi posteriormente encontrada e distribuída na Internet sob o título informal EarthBound Zero. O jogo foi lançado mundialmente sob o nome de EarthBound Beginnings para o Wii U através do serviço Virtual Console em junho de 2015, e posteriormente para o Nintendo Switch pelo serviço Nintendo Switch Online em fevereiro de 2022.
Mother foi notado por suas semelhanças com a série Dragon Quest e sua paródia simultânea dos tropos do gênero. Muitos consideraram sua sequência EarthBound semelhante e uma melhor implementação geral das ideias de jogo de Mother. Os críticos não gostaram do alto nível de dificuldade e dos problemas de equilíbrio do jogo. Apesar disso, Mother vendeu mais de 150 mil cópias e recebeu uma pontuação de "Silver Hall of Fame" da revista japonesa Weekly Famitsu. Jeremy Parish, da 1UP.com, escreveu que Mother gerou um interesse importante na emulação de jogos eletrônicos e na preservação histórica de jogos não lançados. O jogo foi relançado no Japão na compilação de cartucho único Mother 1+2 para Game Boy Advance em 2003.

## Jogabilidade

Captura de tela de uma batalha em Mother

Mother é um RPG eletrônico para um jogador. É ambientado em um Estados Unidos "ligeiramente diferente" do final do século XX, conforme interpretado pelo autor japonês Shigesato Itoi. O jogo evita traços de seus contemporâneos de RPG japoneses: ele não é ambientado no gênero de fantasia e apenas entra na ficção científica para sua sequência final. O jogador luta em armazéns e laboratórios em vez de masmorras padrão. Em vez de espadas, armas de assalto e magia, o jogador usa tacos de beisebol, armas de brinquedo e habilidades psíquicas. O protagonista do jogo, Ninten, tem cerca de 12 anos.
Assim como a série Dragon Quest, Mother usa um sistema de combate de encontro aleatório. O jogador explora o mundo de uma perspectiva de cima para baixo e ocasionalmente entra em uma sequência de batalha na perspectiva de primeira pessoa, onde o jogador escolhe opções de ataque em uma série de menus. Na vez do jogador, ele pode escolher entre as opções de lutar, guardar, verificar os atributos do inimigo, fugir, usar itens ou usar poderes psíquicos ofensivos, defensivos ou de cura. O jogador também pode definir a batalha no piloto automático com a opção "auto". Os acertos críticos são registrados com o texto e o som característicos da série "SMAAAASH".
O jogador pode pressionar um botão para que Ninten "verifique" ou "converse" com pessoas, animais e objetos próximos. O jogo compartilha semelhanças com sua sequência, EarthBound: há uma opção de salvamento do jogo por meio do uso de um telefone para ligar para o pai de Ninten, uma opção de armazenar itens com a irmã de Ninten em casa e um caixa eletrônico para dinheiro bancário. Os membros do grupo de Ninten são todos visíveis na tela do mundo superior ao mesmo tempo e são análogos aos membros do grupo de EarthBound em estilo e função. O mapa de Earthbound não mantém os locais separados e, em vez disso, conecta todas as áreas, semelhante à série de jogos Pokémon. A história do jogo começa quando Ninten descobre uma caixa de música e recebe o diário de seu bisavô, que estudou poderes psíquicos quase um século antes. Ninten é atacado por utensílios domésticos e se aventura para fora para encontrar um mundo louco com objetos do cotidiano hostis e outros eventos estranhos.

## Enredo
Mother começa com a história de um jovem casal estadunidense que desaparece misteriosamente de sua pequena cidade rural. Dois anos depois, o marido, George, voltou tão misteriosamente quanto desapareceu, e começou um estranho estudo em completo isolamento. Sua esposa, Maria, também desapareceu. Anos depois, um jovem estadunidense chamado Ninten é atacado em casa em um evento paranormal. Seu pai explica que o bisavô de Ninten estudou poderes psíquicos e pede a Ninten que investigue uma crise que está ocorrendo em todo o mundo, mais tarde revelada ser obra de uma raça alienígena invasora. Depois de terminar algumas tarefas, Ninten é transportado para o mundo de Magicant, onde a governante da terra, Queen Mary, pede a Ninten para encontrar sua música, as Oito Melodias, e tocá-las para ela. Ninten retorna à Terra e torna-se amigo de um jovem garoto, Lloyd, que está sendo provocado em uma escola primária. Os dois viajam para a cidade de Snowman para entregar um chapéu perdido para Ana, uma jovem com poderes psíquicos. Ana conta a Ninten que o viu em um sonho e junta-se à festa na esperança de encontrar a mãe desaparecida.

Ninten e grupo explorando o mundo

Depois de encontrar a maioria das melodias, Ninten é assediado em um bar de karaokê por Teddy, o chefe de uma gangue local. Teddy se rende depois de perder para Ninten em um duelo, e se junta ao grupo de Ninten com a intenção de vingar a morte de seus pais, que foram mortos na Montanha Holy Loly. Lloyd fica para trás. Em uma cabana na base da montanha Holy Loly, Ana puxa Ninten de lado e pede que ele esteja sempre com ela. Os dois dançam e professam seu amor mútuo. Na hora de sair, o grupo é atacado por um poderoso robô que nocauteia todo o grupo. Lloyd chega com um tanque e destrói o robô, mas acidentalmente ataca o grupo e fere criticamente Teddy, então Lloyd volta ao grupo. Eles pegam um barco no Lago Holy Loly e um redemoinho os leva para um laboratório subaquático, onde encontram um robô que afirma ter sido construído por George para proteger Ninten. Quando o laboratório inunda, eles partem para a montanha e o robô os ajuda a subir. Outro robô (sugerido ser uma versão atualizada do que lutou na cabana) ataca no cume, e o robô de George se autodestrói para destruí-lo, deixando para trás a sétima melodia. Depois de aprender essa melodia, a festa muda para Magicant, onde Ninten canta as melodias que aprendeu para a rainha Mary. Ela se lembra do resto da música, ensinando assim a Ninten a oitava e última melodia no processo, e lembra de um alienígena chamado Giygas que ela amava como seu próprio filho. Queen Mary revela que ela é a esposa de George, Maria, e desaparece. Magicant, revelado ser uma miragem criada por sua consciência, desaparece com ela.
O grupo é transportado de volta ao topo da montanha Holy Loly. Grandes rochas bloqueiam a entrada de uma caverna dentro da Montanha Holy Loly, mas são removidas pelo poder da consciência de Maria. Nessa caverna, eles encontram uma área com prisioneiros humanos, incluindo a mãe de Ana. Eles precisam derrotar a Nave-Mãe para libertar os prisioneiros. O grupo encontra o navio e um tanque cheio de fluido que contém Giygas. O alienígena expressa sua gratidão à família de Ninten por criá-lo, mas explica que George roubou informações vitais de seu povo que poderiam ter sido usadas para traí-los, e continua acusando Ninten de interferir em seus planos. Giygas oferece salvar Ninten sozinho se ele embarcar na Nave-Mãe, apenas para Ninten declinar, levando Giygas a atacá-lo na tentativa de colocá-lo para dormir. O grupo começa a cantar as Oito Melodias enquanto Giygas tenta aquietar o grupo com seus ataques. No entanto, o grupo persiste e termina a canção, fazendo com que Giygas se emocione ao pensar no amor maternal de Maria. Giygas jura que eles se encontrarão novamente e sai voando na Nave-Mãe. O jogo termina com os créditos finais rolando sob Ninten, Ana e Lloyd.

## Desenvolvimento
Mother foi desenvolvido pela Ape e publicado pela Nintendo. Enquanto visitava a Nintendo para outro trabalho, o redator Shigesato Itoi apresentou sua ideia para um RPG ambientado nos tempos contemporâneos para Shigeru Miyamoto. Ele pensou que o cenário seria único por sua incongruência com as normas do gênero RPG, já que a vida cotidiana carecia de pretensões para poderes mágicos e eles não podiam simplesmente dar aos personagens infantis armas de fogo como armas. A proposta do projeto de Itoi sugeria como as limitações naturais poderiam ser contornadas. Miyamoto se reuniu com ele e elogiou a ideia, embora não tivesse certeza se Itoi conseguiria. Como anunciante, Itoi estava acostumado a propostas conceituais antes do processo de seleção de pessoal, mas Miyamoto explicou que os conceitos de jogos eletrônicos precisavam de pessoas que assinassem para fazer o produto. Itoi foi dominado pela "impotência".
Miyamoto também estava hesitante em trabalhar com Itoi em um momento em que as empresas estavam promovendo o endosso de produtos de celebridades, já que o envolvimento de Itoi seria para tal jogo. Quando os dois se encontraram em seguida, Miyamoto trouxe a documentação de um jogo de aventura em texto e disse a Itoi que ele mesmo teria que escrever uma documentação semelhante. Miyamoto disse que sabia por experiência própria que o jogo seria tão bom quanto o esforço que Itoi investisse, e que ele sabia que Itoi não poderia investir o tempo apropriado em seu trabalho de tempo integral. Itoi reafirmou seu interesse e reduziu sua carga de trabalho, então Miyamoto montou uma equipe de desenvolvimento. Após avaliar a compatibilidade, eles começaram a produção em Ichikawa, Chiba. Itoi havia dito antes que queria que seu ambiente de trabalho parecesse um clube extracurricular consistindo de voluntários e trabalhando em um apartamento, que Miyamoto tentava acomodar. Itoi escreveu o roteiro do jogo e comutou de Tóquio, um processo que ele achou "exaustivo". Mesmo pedindo a Itoi que priorizasse o processo de desenvolvimento, Miyamoto recebeu críticas por concordar com a celebridade e por contratar um redator que não estava à altura da tarefa. Miyamoto disse que sua decisão de prosseguir com o projeto foi baseada em sua confiança em Itoi. Mother foi lançado no Japão em 27 de julho de 1989 para o Family Computer.

### Música
A trilha sonora do jogo foi composta por Keiichi Suzuki e Hirokazu Tanaka. Tanaka já havia composto para outros jogos da Nintendo, como Super Mario Land e Metroid, enquanto Suzuki era um compositor e músico para bandas de diversos gêneros. O NES só conseguia tocar três notas por vez, o que Suzuki notou que limitava muito o que ele era capaz de produzir, já que não conseguia criar alguns dos sons que queria.
Um álbum de onze faixas com canções inspiradas na trilha sonora do jogo foi gravado em Tóquio, Londres e Bath e lançado pela CBS/Sony Records em 21 de agosto de 1989. O álbum tem principalmente arranjos vocais em inglês e foi comparado pelo crítico do RPGFan Patrick Gann a composições do The Beatles e para programas infantis de televisão. Ele achou a letra "cafona e banal", mas apreciou as "declarações simples" em "Eight Melodies" e a "peculiar e maravilhosa" "Magicant". Apenas a última música do álbum é do gênero chiptune. Gann recomendou o lançamento remasterizado de 2004 sobre esta versão. A trilha sonora do jogo contém várias faixas usadas posteriormente em jogos da série subsequentes.

### Lançamento fora do Japão
O jogo tinha planos para ser localizado nos Estados Unidos sob o título Earth Bound, mas o projeto foi cancelado e o nome utilizado para a sequência de Mother, em 1995. De acordo com Phil Sandhop, o diretor de localização de Mother, em uma entrevista para a LostLevels.org, "o projeto Mother e sua localização realmente abriu alguns olhos para a Nintendo. Eles começaram a trabalhar mais perto com a Nintendo of America e outras subsidiárias para produzir arte para jogos que seriam recebidos apropriadamente em qualquer lugar do mundo e não precisassem de localização." Mais tarde, uma localização de Mother foi encontrada; essa versão ficou conhecida como EarthBound Zero na Internet.
Em 14 de junho de 2015, a Nintendo anunciou que Mother, antes exclusivo para o Japão, seria lançado oficialmente no serviço Virtual Console do Wii U, sob o título EarthBound Beginnings. Isto ocorreu no mesmo dia em que um personagem da terceira entrada, Lucas, foi lançado como conteúdo para download em Super Smash Bros. for Nintendo 3DS e Wii U. Em 9 de fevereiro de 2022, o jogo foi lançado para o Nintendo Switch, através do Nintendo Switch Online, juntamente de sua continuação EarthBound.

## Recepção
Mother recebeu uma pontuação "Silver Hall of Fame" de 31/40 da revista japonesa Weekly Famitsu. Críticos notaram as semelhanças do jogo com a série Dragon Quest e sua "paródia" simultânea dos tropos do gênero. Eles disseram que a sequência do jogo, EarthBound, era muito semelhante e uma melhor implementação das ideias de jogabilidade de Mother. Os críticos também não gostaram da alta dificuldade e dos problemas de equilíbrio. Mother vendeu 150 mil cópias.
Jeremy Parish, da USgamer, descreveu o jogo como uma paródia moderada ("entre a sátira e o pastiche") do gênero RPG, especificamente a série Dragon Quest. Ele notou que Mother, como muitos jogos RPG japoneses, emulava o estilo Dragon Quest: a interface em janela, perspectiva de primeira pessoa em combate e gráficos, mas diferia em seu cenário contemporâneo e não história de fantasia. Parish comentou que Digital Devil Story: Megami Tensei (1987), da Atlus, foi similarmente ambientado nos dias modernos, embora tenha se transformado em ficção científica e fantasia de maneiras que Mother não foi. Ele acrescentou que o jogo tem "um senso de maravilha e realismo mágico [...] no contexto da imaginação infantil", já que Ninten pode se sentir mais como alguém "fingindo" ser um herói no estilo Dragon Quest do que um herói em seu próprio direito. Parish disse que isso faz o jogador se perguntar quais eventos do jogo são reais e quais são a imaginação de Ninten. Parish citou o interesse de Itoi em entrar na indústria de jogos para fazer um RPG "satírico" como prova da rápida ascensão do gênero em cinco anos para ampla popularidade no Japão.
Parish deu crédito a Itoi pela visão do jogo e comparou sua habilidade e interesses literários com o do autor estadunidense Garrison Keillor. Parish sentiu que a ascendência de Itoi como escritor e redator era adequado para o meio de RPG de 8 bits com espaço limitado, o que privilegiou Mother à frente de outros jogos escritos por não escritores. Parish observou como os personagens não-jogadores do jogo iriam "contemplar o profundo e o trivial" em vez de recitar a trama ativa. Ele acrescentou que a falta de um lançamento oficial na América do Norte reforçou a reputação e reverência por sua sequência imediata.
Cassandra Ramos, da RPGamer, elogiou os gráficos e a música do jogo, e considerou-o entre os melhores do console, com visuais "ricos, [...] bem detalhados", personagens no estilo Peanuts e áudio "simples, mas eficaz". Em contraste, ela achou as sequências de batalha esteticamente "muito brandas" e, por outro lado, o aspecto "menos interessante" do jogo. No geral, ela achou Mother "surpreendentemente complexo [...] para sua época", e considerou sua história superior, mas menos "maluca" do que sua sequência. Ela recomendou o jogo especialmente para os fãs de EarthBound.
Enquanto Parish disse que o roteiro de Mother era "tão preciso quanto o de EarthBound", ele sentiu que a mecânica do jogo original não tinha o mesmo nível de qualidade. Mother não tinha o "contador de HP rolante" e encontros não aleatórios pelos quais as entradas posteriores da série eram conhecidas. Parish também achou que o equilíbrio do jogo era irregular, já que os atributos estatísticos do personagem e o nível de dificuldade eram dimensionados incorretamente com a progressão do jogo. Rose Colored Gaming, uma empresa que fez reproduções personalizadas do cartucho de Nintendo Entertainment System, observou que o lançamento japonês era mais desafiador do que a localização em inglês não lançada. Ramos também encontrou problemas de equilíbrio, com um grande número de batalhas, inimigos difíceis, dependência de grinding e alguns níveis superdimensionados. Parish escreveu anteriormente para a 1UP.com que, em comparação com EarthBound, Mother é "pior em quase todos os sentidos", um clone onde sua sequência foi "uma desconstrução satírica de RPGs". Ele escreveu que o significado histórico do jogo não é pelo jogo real, mas pelo interesse que gerou na emulação de jogos eletrônicos e a preservação de jogos não lançados.

### Legado
Mother foi relançado no Japão como o cartucho único Mother 1+2 para o Game Boy Advance em 2003. Esta versão usa o final estendido do protótipo em inglês não lançado, mas é apresentado apenas em japonês. O site Starmen.net realizou uma fanfest ("festa de fã") para o 25.º aniversário de Mother em 2014, com uma transmissão ao vivo do jogo e planos para uma trilha sonora remixada.
Em abril de 2016, um grupo de filmes conhecido como 54&O Productions anunciou uma campanha no Kickstarter para garantir fundos para um documentário de fã intitulado Mother to Earth. O documentário focaria no caminho para a localização de Mother na América do Norte e incluirá entrevistas com pessoas-chave por trás do processo. Em 31 de agosto de 2020 o filme estreiou na plataforma Vimeo.